# Kazuchika Okada
Kazuchika Okada (岡田 和睦, Okada Kazuchika, Ringname: オカダ・カズチカ, * 8. November 1987 in Anjō, Aichi) ist ein japanischer Wrestler, der seit 2024 bei All Elite Wrestling (AEW) unter Vertrag steht. Er war viele Jahre bei New Japan Pro-Wrestling aktiv und zählte dort zu den größten Stars. Er ist fünffacher IWGP Heavyweight Champion, seine vierte Regentschaft war mit 720 Tagen die längste der Titelgeschichte. Zudem gewann er zweimal den Nachfolgetitel IWGP World Heavyweight Championship. Er gilt als einer der besten Wrestler seiner Generation und erhielt zahlreiche Kritikerpreise. Die Leser des Wrestling Observer wählten ihn etwa zum besten Wrestler der 2010er-Jahre.

## Privatleben
Okada wurde in Anjō in der Präfektur Aichi geboren, verbrachte aber die meiste Zeit seiner Jugend auf den Gotō-Inseln, der Heimat seiner Mutter. Dort ging er dann zur Schule, wo er mit mäßigem Erfolg Baseball spielte. Erfolgreicher war er jedoch in der Leichtathletik, wo er beim 100-m-Sprint auch die regionale Meisterschaft gewann.
Okada ist Gründer der Rainmaker Kikin, einer gemeinnützigen Stiftung, die sich dem Kampf gegen Krebs bei Kindern verschrieben hat. Dies geschah, nachdem bei seinem Onkel und seinem Cousin im August 2014 die Krankheit diagnostiziert wurde. Seitdem spendet Okada 30.000 ¥ (ca. 260 €) von jedem Sieg an die Stiftung.
Von 2013 bis 2017 war Okada mit der Fernsehmoderatorin Yoko Mori liiert. Im April 2019 heiratete er die Sängerin, Schauspielerin und Synchronsprecherin Suzuko Mimori.

## Wrestling-Karriere

### Frühere Jahre
Okada begann 2004 sein Wrestling-Training bei Toryumon, einer japanisch-mexikanischen Liga, die vom legendären Último Dragón geleitet wird. Im gleichen Jahr, am 29. August, debütierte er in einem Match gegen Negro Navarro.
2005 gewann Okada den Toryumon Young Dragons Cup und trat vermehrt in den nordamerikanischen Indyligen an, darunter Chikara Pro Wrestling. Auch wenn er es nicht schaffte, nennenswerte Titel zu gewinnen, so schloss er am 22. Juli 2007 sein Training mit Diplom bei Toryumon ab, nachdem er bei Último Dragóns 20-jähriger Jubiläumsshow an der Seite von Jushin Thunder Liger und Milano Collection A.T. wrestlte. Daraufhin gab er bekannt zu New Japan Pro Wrestling zu wechseln.

### Erste Zeit bei New Japan (2007 – 2010)
Okada trainierte in den darauffolgenden Monat im New Japan Dojo, wo er am 26. August 2007 in einem Pre-Debüt-Match gegen Tetsuya Naito verlor. Daraufhin verletzte sich Okada und fiel für fast acht Monate aus.
Nach seiner Genesung debütierte er am 12. April 2008 offiziell für New Japan in einem Match gegen Taichi Ishikari und wurde entgegen allen Erwartungen in der Heavyweight Division eingesetzt. Er war Teil der New Japan vs. Pro-Wrestling-NOAH-Storyline und trat u. a. gegen Takashi Sugiura und Go Shiozaki an. Okada trat zudem gegen New Japan-Main Eventer wie Shinsuke Nakamura und Hirooki Goto an. Obwohl er all seine großen Matches verlor, wurde er schnell zu einem Publikumsliebling.
Im Januar 2010 wurde bekannt gegeben, dass Okada im Rahmen der Kooperation mit der US-amerikanischen Wrestlingliga Total Nonstop Action Wrestling (heute Impact Wrestling) dorthin geschickt werde, um so mehr Erfahrungen zu sammeln. Mit einem Match gegen Hiroshi Tanahashi wurde er bei New Japan vorerst verabschiedet.

### Total Nonstop Action Wrestling (2010 – 2011)

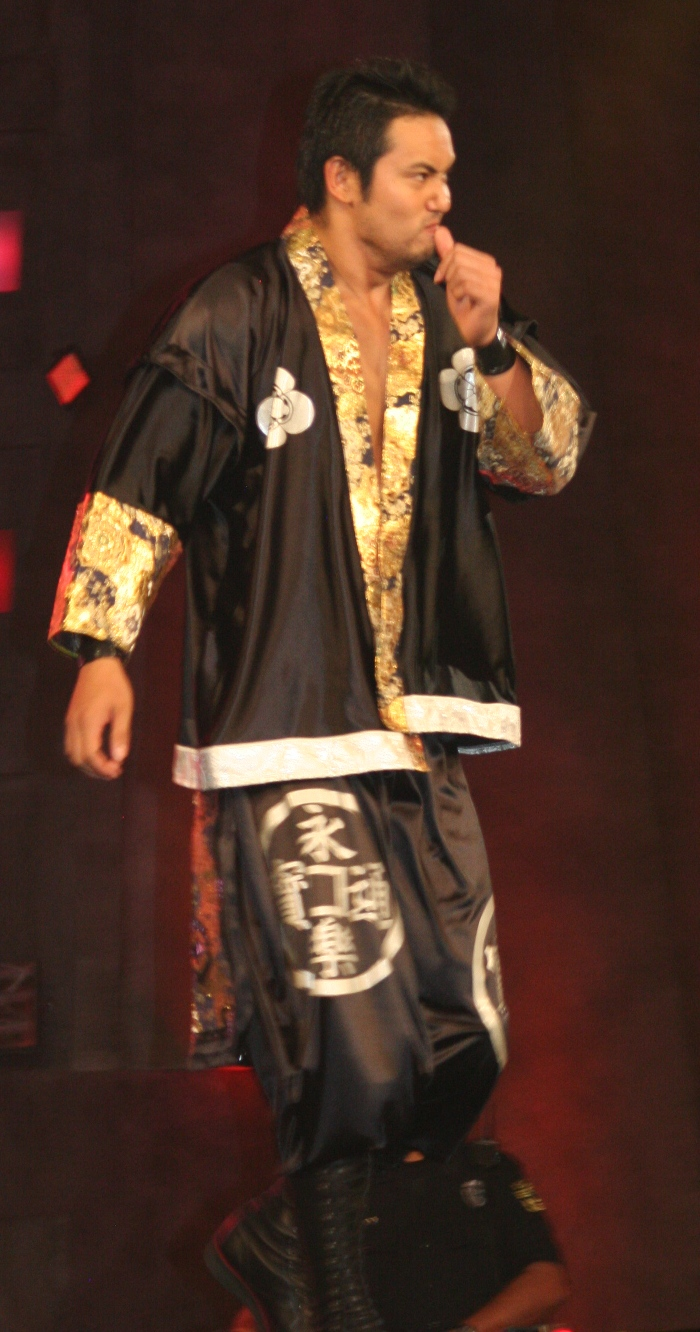
Okada bei TNA Xplosion (2010)

Okada trat am 16. Februar 2010 erstmals für TNA an und zwar in einem Dark Match bei Tapings der dortigen TV-Show gegen Alex Shelley. Sein erstes Match, welches im Fernsehen ausgestrahlt wurde, hatte er bei TNA's Zweitshow Xplosion am 6. April, wo er zusammen mit Homicide gegen Generation Me unterlag. In den folgenden Monaten trat Okada weiterhin bei Xplosion an, allerdings mit stets mäßigen Erfolg. Seinen ersten Sieg feierte er bei den Xplosion-Tapings am 9. Oktober, wo er Kid Kash in einem Dark Match besiegte. Bei der Hauptshow Impact ist er nur seitdem nur einmal aufgetreten und zwar als einer der Wrestler, die die ehemaligen ECW-Wrestler aufhalten sollten, was eine Promo für den anstehenden Tribut-PPV Hardcore Justice darstellte. Derweil formte Okada bei Xplosion ein Tag Team mit dem Landsmann Kiyoshi, bei welchem der Erfolg ebenso ausblieb.
Erst ein Gimmickwechsel zu Okata, einem Kameramann, der Samoa Joe in dessen Fehde gegen D’Angelo Dinero unterstützte, brachte die Wende in Okadas Run bei TNA und die notwendige Aufmerksamkeit beim Publikum, die das Gimmick von Anfang liebte. Am 20. Januar 2011 debütierte er mit diesem Gimmick, welches an die Figur Kato aus dem Film The Green Hornet aus dem gleichen Jahr angelehnt ist. So verhalf er Samoa Joe zum Sieg über Dinero beim PPV Against all Odds und durfte diesen dann selbst bei den Impact-Tapings am 24. März per Disqualifikation besiegen.
Allerdings blieb dies Okadas einziger Auftritt bei Impact und einem PPV. Er verlor noch ein Match gegen Alex Shelley bei Xplosion am 21. Juni 2011 und wurde am 13. Oktober 2011 aus dem Roster auf der Homepage von TNA entfernt. New Japan beendete daraufhin die Kooperation mit TNA, da man mit der Behandlung Okadas sehr unzufrieden war. Für Okada selbst war es dennoch eine lehrreiche Erfahrung, da er so erkannt hatte, dass es selbst in einer kampforientierten Liga wie New Japan unerlässlich ist, sich einen Charakter zu erschaffen. Er begann daraufhin vor seiner Rückkehr zu New Japan an einem solchen Charakter zu arbeiten, aus dem dann schließlich der Charakter wurde, der ihm später zu einem der größten Wrestler der Welt machen würde.

### Rückkehr zu New Japan, das Debüt des Rainmakers und erste große Erfolge (2012 – 2014)

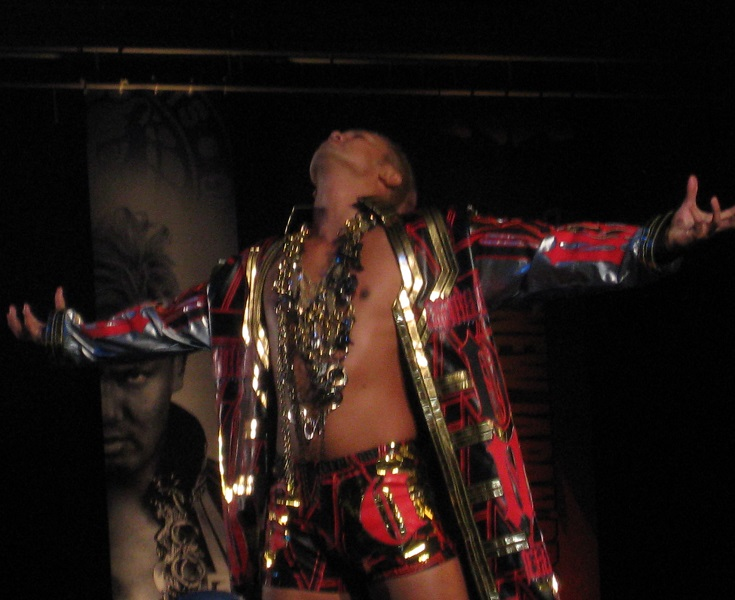
Okada in seiner „Rainmaker“-Pose (2012)

Auch wenn Okada sporadische Auftritte bei New Japan hatte, während er bei TNA war, so ist seine Rückkehr Ende 2011 der Beginn des Erfolges bei New Japan. Am 4. Januar 2012 kehrte er mit einem Match gegen YOSHI-HASHI zu New Japan zurück. Daraufhin schloss er sich dem seinerseits größtem Stable bei New Japan an, CHAOS, und bekam Gedo als Manager an die Seite gestellt. Er forderte zudem den IWGP Heavyweight Champion Hiroshi Tanahashi heraus und debütierte sein Rainmaker-Gimmick, in dem er einen Snob darstellte, der Geld regnen lassen kann. Okada bezeichnete sein Gimmick als das beste, was er aus den drei verschiedenen Stilen vereinen konnte: die Technik und Athletik aus Mexiko, den Kampfgeist aus Japan und den Unterhaltungswert aus den USA.
Am 12. Februar 2012, bei The New Beginning in Osaka, durfte Okada Tanahashi besiegen, um so zum ersten Mal IWGP Heavyweight Champion zu werden. Nach Titelverteidigungen über Tetsuya Naito und New-Japan-Cup-Sieger Hirooki Goto musste er den Titel bei Dominion am 16. Juni wieder an Tanahashi abgeben.
Daraufhin nahm Okada das erste Mal am G1 Climax teil und obwohl er gegen seinen Anführer Shinsuke Nakamura verloren hat, durfte er fünf der acht Matches in der Blockphase gewinnen und so auch seinen Block, was ihn zur Finalteilnahme gegen Karl Anderson qualifizierte. Dieses durfte er dann gewinnen, was den vorherigen Rekord von Masahiro Chono als jüngster Sieger einstellte (Chono war 27 Jahre alt, als er 1991 zum ersten Mal den G1 Climax gewann, Okada 24). Okada erklärte daraufhin, dass er sein Titelmatch, welches er mit dem Turniersieg erhielt, bei Wrestle Kingdom 7 am 4. Januar 2013 in Tokio einlösen werde. Er unterschrieb den Vertrag mit der Voraussetzung, dass er diesen Vertrag bis zu diesem Zeitpunkt wie einen Titelgürtel verteidigen müsse, was er mit Siegen über Karl Anderson und Hirooki Goto auch tat. Zusammen mit YOSHI-HASHI vertrat Okada CHAOS bei der folgenden World Tag League, welche aber mit drei Siegen und vier Niederlagen vorzeitig ausschieden. Auch das Titelmatch bei Wrestle Kingdom 7 verlief erfolglos für Okada.
Okada führte daraufhin CHAOS in eine Fehde gegen das rivalisierende Stable Suzuki-gun an, bei dem er gegen deren Anführer Minoru Suzuki im Entscheidungsmatch verlor. Okada trat danach im März beim New Japan Cup an und durfte dieses gewinnen, um erneut ein Titelmatch gegen Tanahashi um die IWGP Heavyweight Championship zu erhalten. Bei Invasion Attack 2013 am 7. April gewann Okada das Match und bekam so zum zweiten Mal den Titel verliehen. Weniger erfolgreich verlief seine erneute Teilnahme am G1 Climax, wo er nach drei Siegen, vier Niederlagen und einem Time Limit Draw bereits in der Blockphase ausschied.
Am 14. Oktober verteidigte Okada seinen Titel gegen Tanahashi bei King of Pro-Wrestling. Mit diesem Sieg und seiner fünften Titelverteidigung bekam er von New Japan den Titel des Ace verliehen, dem besten Wrestler im Roster. Für Wrestle Kingdom 8 stand wieder eine Titelverteidigung an, diesmal gegen den Sieger des G1 Climax, Tetsuya Naito. Eine Besonderheit hierbei war ein spezieller Fan-Vote, welches Match im Main Event der traditionsreichen Neujahrsshow ausgetragen wird. Zur Wahl stand neben Okada va. Naito auch das Match zwischen Shinsuke Nakamura und Hiroshi Tanahashi um den IWGP Intercontinental Championship, welches dann auch die meisten Votes erhielt, vermutlich wegen der stets ungebrochenen Popularität Tanahashis beim Publikum sowie deren Antipathie gegenüber Tetsuya Naito. Okada durfte das Match gewinnen und den Titel zum siebten Mal verteidigen.

### Okada als Ace und die Fehde mit AJ Styles (2014 – 2016)

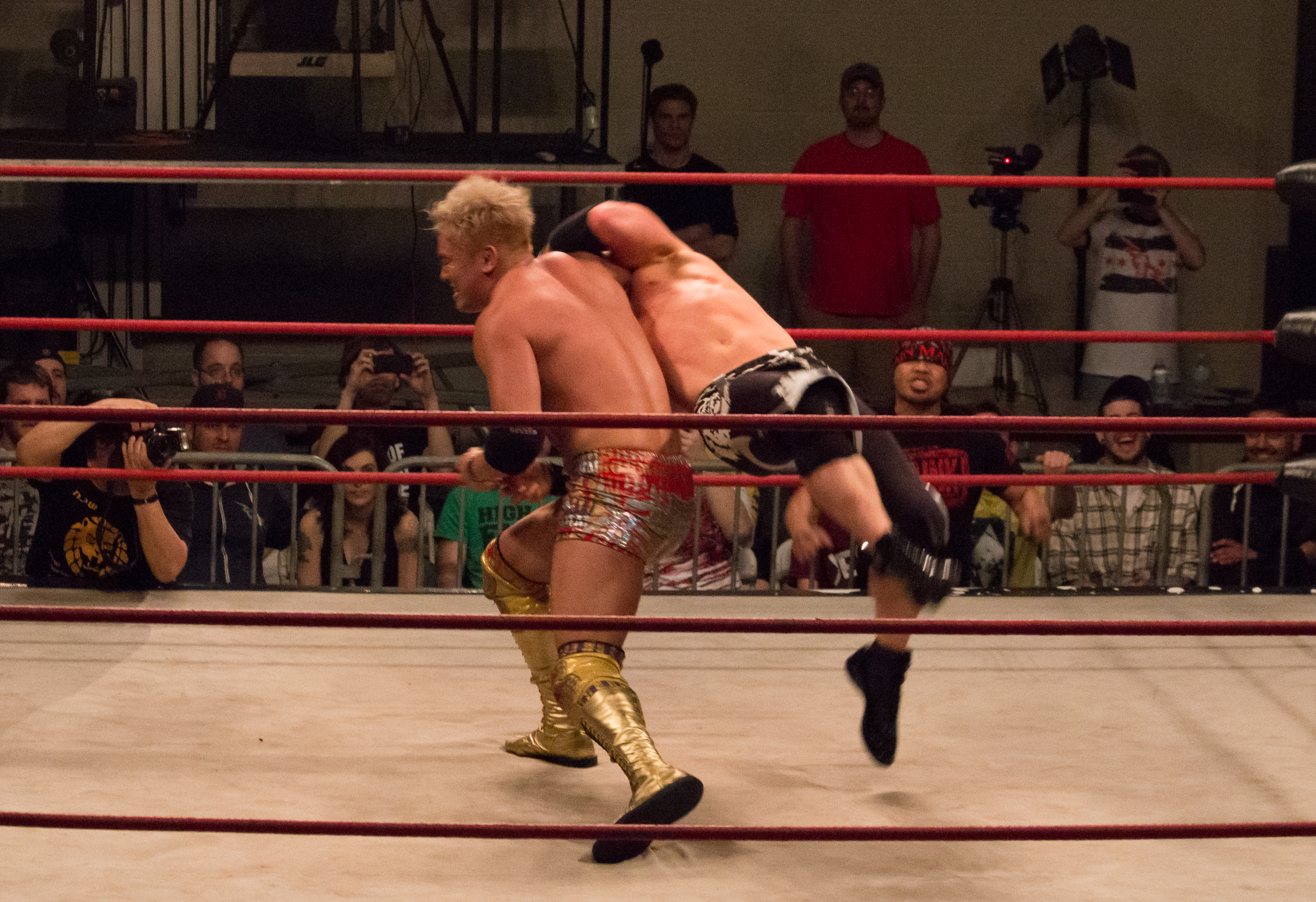
Okadas Finisher, der „Rainmaker“ (2014)

Okada verteidigte den Titel daraufhin ein achtes Mal gegen Hirooki Goto am 11. Februar 2014 bei The new Beginning in Osaka. Bei Invasion Attack 2014 meldete mit dem debütierenden AJ Styles, der Okada von hinten angriff und sich als neuestes Mitglied des Bullet Club enttarnte, ein neuer Herausforderer Anspruch auf Okadas Titel. Das Match fand knapp einen Monat später bei Wrestling Dontaku 2014 statt. Styles durfte dieses Match mithilfe von Yujiro Takahashi, der von CHAOS zum Bullet Club turnte und Okada angriff, gewinnen und beendete die über ein Jahr andauernde Regentschaft von Okada.
Okada versuchte daraufhin, den Titel zurückzugewinnen, war aber im Laufe der ersten US-Tournee von New Japan sowie bei der Rückkehr in Japan erfolglos. Er trat daraufhin erneut beim G1 Climax an, wo er mit acht Siegen (u. a. gegen Styles) seinen Block und am Finaltag auch das Finale gegen Shinsuke Nakamura gewinnen durfte. Im Verlauf bis Wrestle Kingdom 9 scheiterte Okada zusammen mit YOSHI-HASHI die IWGP Tag Team Championship von Karl Anderson und Doc Gallows vom Bullet Club zu gewinnen. Auch AJ Styles verlor die IWGP Heavyweight Championship an Hiroshi Tanahashi, der nach erfolgreichen Vertragsverteidigungen über Karl Anderson und Tetsuya Naito, Okadas Gegner bei Wrestle Kingdom wurde. Allerdings verlor Okada erneut, was in eine Storyline führte, wonach Okada durch die Niederlage physisch und mental gebrochen war und in einer Fehde mit Bad Luck Fale fortgesetzt wurde. Okada kassierte mehrere Niederlagen gegen Fale, so auch beim New Japan Cup 2015 in der ersten Runde. Mit einem Sieg bei Invasion Attack 2015 raufte Okada sich zusammen und stellte erneut Ansprüche auf die IWGP Heavyweight Championship, welche mittlerweile wieder von AJ Styles gehalten wurde.
Das Titelmatch zwischen Styles und Okada fand am 5. Juli bei Dominion 7.5 statt und Okada durfte das Match für seinen dritten Titelgewinn für sich entscheiden. Daraufhin nahm Okada wieder am G1 Climax Teil, scheiterte aber nur knapp in der Blockphase an Shinsuke Nakamura. Am Tag nach dem G1 Climax wurde Okada als Gegner für das Abschiedsmatch von Genichiro Tenryu auserwählt, welches am 15. November bei Revolution Final siegreich für den Rainmaker endete. Das Match selber wurde später von sämtlichen Wrestlingjournalisten zum Match des Jahres gewählt.
Für Wrestle Kingdom 10 stand die nächste Titelverteidigung an, gegen Okadas Langzeitrivalen und G1 Climax-Sieger Hiroshi Tanahashi. Doch dieses Mal konnte Okada sein Trauma überwinden und in einem
36 Minuten langen Match, welches bis dato das längste Match in der Geschichte der Neujahrshows von New Japan darstellte, Tanahashi endlich besiegen und damit seinen Status als Ace festigen.
Okada hielt den Titel noch drei Monate und verlor ihn am 10. April 2016 bei Invasion Attack 2016 an den diesjährigen New Japan Cup-Gewinner Tetsuya Naito, welcher den Titel mithilfe seiner Kollegen seines Stables Los Ingobernables de Japon, BUSHI, EVIL und SANADA gewinnen durfte. Doch die Freude Naitos hielt nicht lange, als Okada nach einem Sieg über SANADA bei Wrestling Dontaku 2016 sein Rematch bei Dominion 6.19 am 19. Juni bekommen sollte, welches er auch zum vierten Titelgewinn gewinnen durfte.

### Die längste Regentschaft als IWGP Heavyweight Champion und die Fehde mit Kenny Omega (2016 – 2018)
Okada nahm daraufhin wieder beim G1 Climax teil, schied aber in Blockphase nach einem Time Limit Draw gegen Hiroshi Tanahashi aus. Okada verteidigte daraufhin weiter seinen Titel bis Wrestle Kingdom 11, wo er das erste Mal auf einen Mann traf, mit dem er später die besten Kämpfe seiner Karriere bestreiten sollte, Kenny Omega vom Bullet Club, der seinen Vertrag vom Sieg des G1 Climax bis zur Neujahrsshow verteidigen konnte. Das Match gewann Okada nach über 46 Minuten, welches den Vorjahresrekord des längsten Matches sogar noch übertraf. Das Match selbst wurde hoch gelobt, Dave Meltzer vom Wrestling Observer vergab sechs Sterne, obwohl seine bisherigen Wertungen nur bis fünf gingen.
Währenddessen dauerte Okadas Regentschaft weiter an und er verteidigte seinen Titel im Laufe des Jahres 2017 bis zum G1 Climax gegen namhafte Gegner wie Minoru Suzuki, Katsuyori Shibata, Bad Luck Fale, Cody und Kenny Omega. Letzterer sorgte beim G1 Climax jedoch für das vorzeitige Ausscheiden Okadas beim Turnier.
Am 22. Oktober 2017 brach Kazuchika Okada den vorherigen Rekord von Shinya Hashimoto, welcher zuvor mit 489 Tagen die längste Regentschaft als IWGP Heavyweight Champion hielt. Am 3. Januar 2018, einen Tag vor Wrestle Kingdom 12, konnte Okada den nächsten Rekord brechen, dieses Mal für die insgesamt längste Zeit als IWGP Heavyweight Champion, welcher zuvor von Hiroshi Tanahashi mit 1.358 Tagen gehalten wurde. Die Regentschaft ging auch nach Wrestle Kingdom 12 weiter, als er den G1 Climax-Sieger Tetsuya Naito besiegen durfte. Er durfte hiernach auch den Titel gegen SANADA und den New Japan Cup-Sieger Zack Sabre Jr. verteidigen, wodurch er erneut einem Rekord Tanahashis gleichzog, nämlich mit elf Titelverteidigungen in einer einzigen Regentschaft. Dies führte zu einem Match zwischen Okada und Tanahashi am zweiten Tag von Wrestle Dontaku 2018 am 4. Mai in Fukuoka, welches Okada gewinnen durfte und somit den alleinigen Rekord von zwölf Titelverteidigungen in einer Regentschaft hält.
Okada forderte daraufhin erneut Kenny Omega heraus, mit welchem er eine Statistik mit jeweils einem Sieg, Draw und Niederlage hat. Das Match fand dann bei Dominion 6.9 in Osaka statt, als 2 out 3 Falls-Match ohne Zeitlimit, um einen Sieger zu küren. Okada konnte zwar nach knapp 29 Minuten den ersten Pinfall erzielen, doch Omega glich nach 36 Minuten aus und konnte nach fast 65 Minuten den siegreichen Pinfall erzielen, welches die längste Regentschaft eines IWGP Heavyweight Champions nach 720 Tagen beendete. Das Match selber wurde von Fans, Journalisten und anderen Wrestlern sehr hoch gelobt, Dave Meltzer vergab diesem Match sogar sieben Sterne, damit ist das Match bis heute das höchstbewerteste Match in der Geschichte des Wrestling Observers.

### Der Verrat Gedos, die Fehde mit Jay White und das Double Title Match (2018 – 2020)
Nach der Niederlage gegen Kenny Omega änderte sich die Einstellung von Okada, was er vor allem durch die Färbung seiner Haare von blond in rot unterstrich. Er nahm erneut beim G1 Climax teil und schied mit sechs Siegen, zwei Niederlagen und einem Time Limit Draw gegen Tanahashi in der Blockphase aus. Aufgrund dessen beendete Okada seine langjährige Zusammenarbeit mit Gedo. Tanahashi, der Sieger des G1 Climax 2018, gewährte Okada für Destruction in Kobe am 23. September ein Match um den Vertrag für das Titelmatch für Wrestle Kingdom 13, welches Tanahashi allerdings gewann. Nach dem Match wurde er von Jay White attackiert. Es machte den Anschein, als würde White seinem Stablepartner Okada für die Niederlage rächen, doch stattdessen griff er auch ihn an. Gedo kam daraufhin in den Ring und verpasste Okada von hinten einen Chairshot. Daraufhin wurde Jay White zu seinem neuen Schützling.
Als Tanahashi Jay White daraufhin bei King of Pro-Wrestling besiegte, wurde er hiernach weiterhin von White angegriffen, bis Okada den Save machte. Allerdings sollte dies eine Falle darstellen, denn als der Bullet Club in das Geschehen eingriff, griffen White, Gedo und die Mitglieder des Bullet Club Okada an, was den Beitritt Whites und Gedos in den Bullet Club besiegelte.
Bei Wrestle Kingdom 13 kam es dann zum Match zwischen Okada und White, welches Okada gewinnen durfte. Er nahm zwei Monate später am New Japan Cup teil und durfte auch dieses gewinnen, als er im Finale SANADA besiegte. Dies gewährte ihm ein Titelmatch auf die IWGP Heavyweight Championship, welche nun von Jay White gehalten wurde. Das Match fand am 6. April 2019 im Madison Square Garden im US-amerikanischen New York City bei der Kooperationsshow G1 Supercard mit Ring of Honor statt und hier durfte Okada den Titel zum fünften Mal gewinnen.
Okada verteidigte den Titel im Laufe des Jahres gegen SANADA, Chris Jericho und Minoru Suzuki. Beim G1 Climax verpasste er wieder nur knapp das Finale, als er in der Blockphase gegen den späteren Sieger Kota Ibushi verlor, welcher im direkten Vergleich bei Punktgleichheit vorne lag. In der Folgezeit bis Wrestle Kingdom 14 konnte Okada seinen Titel aber weiterhin halten. Die traditionelle Neujahrsshow gestaltet sich 2020 aber neu, so fand Wrestle Kingdom 14 erstmals an zwei Tagen statt, dem 4. und 5. Januar 2020. Im Verlauf der Storyline sollten hier die zwei höchsten Einzelwrestler-Titel auf dem Spiel stehen, so müssen der IWGP Heavyweight Championship und der IWGP Intercontinental Champion an beiden Tagen verteidigt werden, so dass am zweiten Tag ein Doppelchampion gekürt werden soll. Okada muss seinen Titel am ersten Tag gegen Kota Ibushi verteidigen, während der IWGP Intercontinental Champion Jay White seinen Titel gegen Tetsuya Naito verteidigt. Okada durfte sein Match gewinnen, während Naito White um den Intercontinental Championship besiegen durfte. Am zweiten Tag traf Okada also auf Naito und verlor gegen ihn, weswegen er den Titel wieder abgeben musste.

### Ursprüngliche Pläne nach Wrestle Kingdom und der Shutdown (2020 – jetzt)
Okada führte nach seinem Titelverlust eine kleine Fehde mit Taichi und war für die erste Runde des New Japan Cups gegen Jay White vorgesehen. Doch die COVID-19-Pandemie 2020 traf auch New Japan. Zur Sicherheit der Wrestler, Offiziellen und Angestellten fror die Geschäftsführung den Betrieb vorläufig ein und sagte sämtliche Shows ab.

## Trivia
- Kazuchika Okada ist neben Hiroshi Tanahashi, Kenny Omega und Tetsuya Naito Coverstar des PlayStation-4-Spiels Fire Pro Wrestling: World. Zudem ist er ein nicht-spielbarer Charakter in Yakuza 6: The Song of Life. Sein Gimmick und sein Outfit waren im Zuge der Partnerschaft New Japans mit Bandai Games Teil eines Supermoves für den Charakter King in Tekken 7.[6]

## Titel und Auszeichnungen

### Titel und Turniersiege
- New Japan Pro-Wrestling

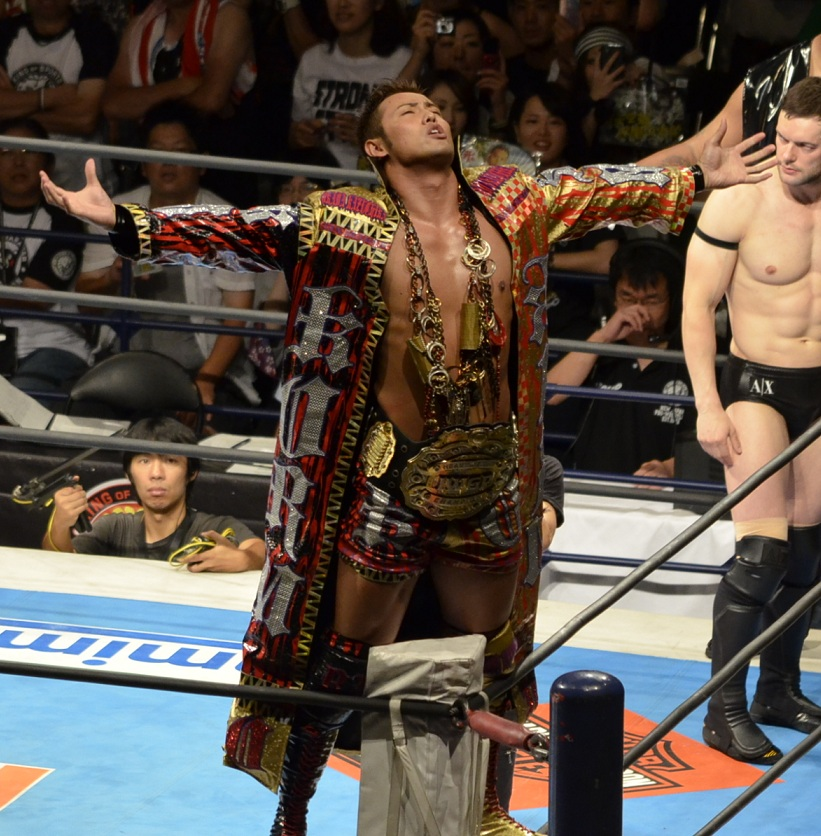
Okada als IWGP Heavyweight Champion (2013)

  - IWGP World Heavyweight Championship (2×)
  - IWGP Heavyweight Championship (5×)
  - IWGP World Heavyweight Champion (1×)
  - G1 Climax (3×, 2012, 2014 & 2021)
  - New Japan Cup (2×, 2013 & 2019)

- Toryumon Mexico
  - Young Dragons Cup (1×, 2005)

### Auszeichnungen
- CBS Sports
  - Match of the Year 2018 (vs. Kenny Omega bei NJPW Dominion 6.9)

- New Japan Pro-Wrestling
  - Best Bout 2017 (vs. Kenny Omega bei NJPW Dominion 6.11)

- Nikkan Sports
  - MVP Award (4×, 2012, 2013, 2015, 2017)
  - Outstanding Performance Award (1×, 2012)
  - Match of the Year 2012 (vs. Hiroshi Tanahashi bei NJPW The New Beginning 2012)
  - Match of the Year 2014 (vs. Shinsuke Nakamura bei NJPW G1 Climax 24 Finals)
  - Match of the Year 2017 (vs. Kenny Omega bei NJPW Wrestle Kingdom 11)
  - Match of the Year 2018 (vs. Kenny Omega bei NJPW Dominion 6.9)

- Pro Wrestling Illustrated
  - Platz 1 in der PWI 500 (1×, 2017)
  - Match of the Year 2017 (vs. Kenny Omega bei NJPW Wrestle Kingdom 11)
  - Match of the Year 2018 (vs. Kenny Omega bei NJPW Dominion 6.9)
  - Feud of the Year 2017 (vs. Kenny Omega)

- Tokyo Sports
  - MVP Award (4×, 2012, 2013, 2015, 2019)
  - Best Bout Award 2012 (vs. Hiroshi Tanahashi bei NJPW Dominion 6.16)
  - Best Bout Award 2014 (vs. Shinsuke Nakamura bei NJPW G1 Climax 24 Finals)
  - Best Bout Award 2015 (vs. Genichiro Tenryu bei Tenryu Project Genichiro Tenryu Retirement ~ Revolution FINAL)
  - Best Bout Award 2016 (vs. Naomichi Marufuji bei NJPW G1 Climax 26 – Tag 1)
  - Best Bout Award 2017 (vs. Kenny Omega bei NJPW Wrestle Kingdom 11)
  - Best Bout Award 2018 (vs. Kenny Omega bei NJPW Dominion 6.9)
  - Best Bout Award 2019 (vs. SANADA bei NJPW King of Pro-Wrestling 2019)

- Wrestling Observer
  - Best Wrestling Maneuver (2×, 2012 und 2013 mit dem Rainmaker)
  - Feud of the Year 2012 & 2013 (vs. Hiroshi Tanahashi)
  - Feud of the Year 2017 (vs. Kenny Omega)
  - Most Improved (1×, 2012)
  - Most outstanding Wrestler (1×, 2017)
  - Pro Wrestling Match of the Year 2013 (vs. Hiroshi Tanahashi bei NJPW Invasion Attack 2013)
  - Pro Wrestling Match of the Year 2016 (vs. Hiroshi Tanahashi bei NJPW Wrestle Kingdom 10)
  - Pro Wrestling Match of the Year 2017 (vs. Kenny Omega bei NJPW Wrestle Kingdom 11)
  - Pro Wrestling Match of the Year 2018 (vs. Kenny Omega bei NJPW Dominion 6.9)
  - Wrestler of the Year (1×, 2017)
  - Japan MVP (1×, 2017)
  - Most outstanding Wrestler of the Decade (1×, 2010er)
  - Best Matches of the Decade (1×, 2010er)